# Abo Fiko
Abo Fiko es un municipio del departamento Moungo de la región Litoral, Camerún. En noviembre de 2005 tenía una población censada de 25 018 habitantes.
Se encuentra ubicado cerca del golfo de Biafra y de la ciudad más poblada del país, Duala.